# It's Hyorish
《It's Hyorish》는 대한민국의 가수 이효리의 세 번째 정규 음반으로, 2008년 7월 16일 발매되었다. 총 13곡의 트랙으로 구성되어 있고, 전체 러닝 타임은 45분 49초다.

## 설명
- Dark Angel로부터 정규앨범은 2년 4개월 만에 발매하였다.
- 정식 티저 예고 영상을 공개하기 전, 2008년 6월 22일 다음 동영상으로 통해 완성 전 티저 동영상이 유출되었다.
- 정식 티저 예고 영상에는 앨범 타이틀곡이자 수록곡인 "U-Go-Girl" (with 낯선) 이 30초 사용되었다.
- 정식 티저 예고 영상은 다음날인 2008년 6월 23일 엠넷을 통해 공개되었다. 동시에 앨범 사진도 공개를 시작하였다.
- 앨범 발매일을 하루 앞둔 14일 0시 온라인 음원사이트 엠넷닷컴 통해 5곡을 선 공개한다고 발표하였으나, 중국에서의 유출로 7월 12일 공개되었다. 선 공개 곡은 아래와 같다.
  - 〈천하무적 이효리〉, "Lesson", "U-Go-Girl" (with 낯선), 〈빨간 자동차〉 (with 김건모), "P.P.P" (트랙 순서 기준)
- 뮤직비디오 티저 예고 영상은 2008년 7월 12일 엠넷닷컴과 팬카페를 통해 공개되었다. 정식 공개는 2008년 7월 16일.
- 앨범을 기다려준 사람들을 위해 1만 장 LP버전으로 한정반을 제작하였다.
- 앨범 준비 과정 중 일부는 본인의 리얼리티 프로그램 《오프 더 레코드 - 효리》에서 공개되었다.

## 수록곡
1. 천하무적 이효리
  - 작사: 김이나 / 작곡: 김도현 / 편곡: 김도현
  - 참여
    - 기타: 고태영 / 코러스: 김다영, 이효리 / 레코딩 엔지니어: 장우영 / 믹싱 엔지니어: 박혁
2. Lesson
  - 작사: 휘성, 차은택 / 작곡: 박근태 / 편곡: 신사동호랭이
  - 참여
    - 코러스: 김다영, 김소연 / 레코딩 엔지니어: 윤원권 (어시스트: 정의석) / 믹싱 엔지니어: 윤원권
3. U-Go-Girl (Feat. 낯선)
  - 작사,작곡,편곡: E-TRIBE
  - 참여
    - 코러스: Sugar Flow, Enter-One / Rap Making: 낯선 / 레코딩 엔지니어: 장우영 / 믹싱 엔지니어: 홍성준
4. 사진첩
  - 작사: 박창현 / 랩 작사: ANNIE.K / 작곡: 김도현 / 편곡: 김도현, 고태영
  - 참여
    - 기타: 고태영 / 베이스: 고신재 / 코러스: 김다영 / 랩: 이효리 / Rap Making: ANNIE.K / 레코딩 엔지니어: 장우영 / 믹싱 엔지니어: 박혁
5. 이발소 집 딸
  - 작사: 이효리 / 작곡: YC-Shandi K / 편곡:
  - 참여
    - 코러스: Shandi K / 코러스 & 추가 보컬: 해맑은 아이들 (지도: 방희정) / 레코딩 엔지니어: 장우영 / 믹싱 엔지니어: 박혁
6. Don't Cry
  - 작사: 이효리 / 작곡: KZ1, KZ2 / 편곡: KZ1, KZ2
  - 참여
    - 기타: 고태영 / 베이스: 고신재 / 코러스: 김다영 / 레코딩 엔지니어: 장우영 / 믹싱 엔지니어: 박혁
7. 괜찮아질까요? (Feat. Bigtone)
  - 작사: 이효리 / 랩 작사: 빅톤 / 작곡: 김도현 / 편곡:
  - 참여
    - 기타: 고태영 / 코러스: 김다영 / 랩: Bigtone / 레코딩 엔지니어: 장우영 / 믹싱 엔지니어: 박혁
8. Sexy Boy (Feat. 휘성)
  - 작사: 휘성 / 작곡: YC-SUBZERO / 편곡:
  - 참여
    - 코러스: 조소망 / 레코딩 엔지니어: 장우영 / 믹싱 엔지니어: 박혁
9. 빨간 자동차 (Feat. 김건모)
  - 작사: 안영민 / 작곡: YC-SUBZERO / 편곡:
  - 참여
    - 기타 & 키보드: YC / 코러스: 이철규, 조소망, SAHNDI K, David A Harris / 레코딩 엔지니어: 장우영 / 믹싱 엔지니어: 박혁
10. Hey Mr.BiG
  - 작사: 휘성 / 작곡: 박근태 / 편곡: 신사동호랭이
  - 참여
    - 코러스: 김다영, 김소연 , 레코딩 엔지니어: 윤원권 (어시스트: 정의석) / 믹싱 엔지니어: 윤원권
11. P.P.P (Punky Punky Party) with 낯선
  - 작사, 작곡, 편곡: E-TRIBE
  - 참여
    - 기타: 고영재 / 코러스: Sugar Flow, 김다영, 낯선 / Rap Making: 낯선 / 레코딩 엔지니어: 장우영 / 믹싱 엔지니어: 박혁
12. My Life
  - 작사: 메이비 / 작곡: 전군 / 편곡:
  - 참여
    - 코러스: 김다영, 김소연 / 레코딩 엔지니어: 윤원권 (어시스트: 정의석) / 믹싱 엔지니어: 윤원권
13. Unusual (Feat. 서정환)
  - 작사: 윤사라 / 랩 작사: 서정환 / 작곡: 매드 소울 차일드 / 편곡: 매드 소울 차일드
  - 참여
    - 최우제 / 코러스: JIN / 랩: 서정환 / 믹싱 엔지니어: 정무경

## 뮤직비디오

### "U-GO-GIRL" (with 낯선)
- 뮤직비디오 티저 영상 공개된 이후에 간호사 의상이 논란이 되었다. 이효리의 소속사인 엠넷미디어는 이에 대해 완성된 뮤직비디오에는 간호사 의상이 등장하지 않는다고 대답하였다.
- 정식 공개일은 2008년 7월 16일이다.
- 스태프
  - 감독: 차은택 / 프로듀서: 홍정표 / 조감독: 김철, 오정희 / 촬영감독: 최범수 / 조명감독: 박노섭 / 편집: DO김대원

### Hey Mr.BiG
- 8월 초 이틀간의 걸쳐서 촬영하였다.
- 정식 공개일은 8월 28일이다.

## 방송 활동

### 이효리 스태프
It's Hyorish 활동기간의 스태프는 아래와 같다.
- 매니저: 이근섭, 이응용, 한창규
- 스타일리스트: 런던프라이드 (정보윤, 정설, 김유란, 차오름, 김강희)
- 안무: 나나스쿨

### 컴백 무대
- 2008년 7월 18일 금요일, KBS 뮤직뱅크에서 첫 컴백무대를 열었다.
- KBS 뮤직뱅크, MBC 쇼 음악중심에서는 〈천하무적 이효리〉와 "U-GO-GIRL" (with 낯선)을 선보였다.
- SBS 인기가요에서는 밴드와 함께 〈사진첩〉을 선보였다.
- M.NET/KMTV m!COUNTDOWN에서는 "Don't Cry"를 선보였다.
- 컴백 당시 사전녹음 논란이 있었으나, 라이브로 확인되었다.

### U-GO-GIRL with 낯선
- 낯선과 계속 활동하였다. 핑클 데뷔 이후로 핑클 멤버 외에 다른 사람과 계속 활동하는 건 처음이다.
- 뮤직비디오에서 공개한 리믹스로 방송에서 활동하였다. 리믹스가 들어간 러닝타임은 3분 44초이다.
- 방송3사 컴백 이후 2008년 7월 27일 SBS 인기가요에서 뮤티즌상을 수상하여 눈물을 보이기도 했다.
- 2008년 7월 31일 m! COUNTDOWN에서는 〈빨간 자동차〉를 SG워너비의 김진호와 함께 선보였다.

### Hey Mr.BiG
- 후속곡 첫 주 무대에서는 후반부 가사를 라이브하였으나 이후로 하지 않는다.

"One! Get high and step it up Two! Get chance and bring it on Three! Let make me feel the girl you love"
- 일명 ‘무중력댄스’라고 하는 퍼포먼스를 선보였다.
- ‘무중력댄스’ 가운데 기계음은 아래와 같다.

"Beauty Sexy Pretty Cute Stylish 이효리"